# Vaso Vujukaová
Vasiliki "Vaso" Vujukaová (* 20. června 1986 Athény, Řecko) je řecká sportovní šermířka, která se specializuje na šerm šavlí. Řecko reprezentuje od prvního desetiletí jednadvacátého století. Na olympijských hrách startovala v roce 2012 a 2016 v soutěži jednotlivkyň. Na olympijských hrách 2012 se probojovala do čtvrtfinále. V roce 2012 a 2013 obsadila druhé místo na mistrovství Evropy v soutěži jednotlivkyň.